# Švihlík krutiklas
Švihlík krutiklas (Spiranthes spiralis) je terestrická orchidej, vytrvalá, sivě zelená, hlíznatá bylina ze široké čeledi vstavačovitých. Je jediným druhem rodu švihlík, který v České republice roste a je zde rostlinou přísně chráněnou, neboť ji hrozí vymizení.

## Rozšíření
Vyskytuje se roztroušeně na velikém areálu, který sahá od atlantského pobřeží na západě přes celou Evropu, částečně i přes Malou Asii, Blízký východ a Kavkaz, až po Střední Asii. Severní hranice jeho rozšíření vede středem Britských ostrovů, Pobaltím, s místním výskytem na jihu Skandinávie a dále celým evropským Ruskem. Jižní hranice prochází severozápadem Afriky, Krétou, Kyprem, Tureckem a končí v Libanonu. Za centrum výskytu druhu je považována oblast Středomoří. Obvykle roste od nížin až do podhůří na vlhkých rašeliništích, slatinných loukách, vřesovištích, nízkostébelných pastvinách i písčinách, vystupuje až do nadmořské výšky 1200 m.
Švihlík krutiklas rostl, podle historických pramenů, ještě počátkem 20. století v České přírodě na více než stovce lokalit, v současnosti se vyskytuje na posledních dvou. Zůstal pouze v národní přírodní památce Pastviště u Fínů v obci Albrechtice u Sušice a v národní přírodní památce Švařec v obcích Koroužné a Švařec u Žďáru nad Sázavou. Roste tam na „Mezofilních ovsíkových loukách“ svazu Arrhenatherion a „Podhorských a horských smilkových trávnících“ svazu Vilion caninae.

## Ekologie
Tento světlomilný druh dává přednost nepříliš mokrým místům na mělkých vápenatých, písčitých nebo štěrkovitých půdách. Roste na mírně kyselých až středně zásaditých (5 až 8,2 pH) substrátech chudých na dusík a fosfor.
Obvykle přezimuje s listovou růžici snášející středoevropské zimy bez zjevného poškození. Mírná zima spolu s vlhkým jarem a počátkem léta má příznivý vliv na počet květů. Rostliny vykvétají od srpna do října, termín je závislý na oblasti, počasí i nadmořské výšce. Rozšíření bylin směrem na sever a do vyšších nadmořských výšek je omezeno pozdní dobou kvetení, neboť brzký nástup chladu tam znemožňuje uzrání semen. Ve středoevropských podmínkách semena dozrávají v období října a listopadu.
Rostliny švihlíku krutiklasu nemají kořeny, ale drobné hlízy pokryté houbovým myceliem, které slouží k přenosu živin z půdy do rostliny. Jedná rostlina může mít jednu až tři hlízy řepovitého tvaru asi 1,5 až 3 cm velké. Není známo, čím je tento počet ovlivněn. Množství hlíz se dále zvětšuje v průběhu roku, kdy z mateřských začnou vyrůstat dceřiné pro příští rok. Role mykorhizy při klíčení a růstu rostliny není zcela objasněna. Hlízy slouží jako zásobní orgán pro asimilované látky z listů a jsou každým rokem obnovovány, rostliny tak jsou dlouholeté a dožívají se až 10 let. Životnost skupiny vzniklé z původní růžice se odhaduje na 50 roků.
Počátkem jara má rostlina tři druhy hlíz: jedna až tři právě dospělé, scvrkle zbytky vyčerpaných starých hlíz (které produkovaly květy v předešlém roce) a drobné hlízky, jež se počaly vytvářet již na sklonku předešlého roku a které vyrostou a dají vzniknout květům v následném roce. Všechny tyto hlízy jsou navzájem spojeny s bázi přezimované růžice, která roste do konce května a pak začíná usychat. Od poloviny června do poloviny srpna je rostlina bez nadzemních orgánů. V srpnu a září začíná vyrůstat z hlízy, které v červnu růžice uschla, lodyha s květenstvím. Následně v blízkosti raší drobné růžice z nových, ještě drobných hlíz.
Bylo vypozorováno, že rostliny mají obvykle mezi kvetením roční neb dvouletou přestávku, jen asi 20 % jich kvete následujícím rokem. Jedinci kvetoucí dva roky po sobě bývají obvykle dva až tři roky bez květů. Odpočívající rostliny mají růžice, ale nevyrostou jim lodyhy.

## Popis
Vytrvalá, 5 až 35 cm vysoká bylina s tenkou, vzpřímenou, modrozelenou lodyhou v horní části pýřitou. Vyrůstá ze ztlustlé, 1,5 až 3 cm dlouhé řepovité hlízy. Přízemní listová růžice je vytvořena ze tři až sedmi krátce řapíkatých listů. Jejích čepele jsou vejčité, 2 až 5 cm dlouhé a 1 až 2 cm široké, barvu mají sivozelenou s modravým nádechem a žilnatinu podélnou. Lodyžní listy, jsou objímavé, bývá jich tři až sedm, nedosahují až k bázi květenství a nejvyšší z nich je 1 až 2 cm dlouhý.
Drobné květy o průměru 4 až 6 mm jsou bílé nebo nazelenalé s nažloutlým středem, vyrůstají hustě ve spirále a v počtu 10 až 25 vytvářejí jednostranné, podélně šroubovitě zkroucené květenství klas (odtud druhové jméno "krutiklas"). Hustě chlupatý klas může být dlouhý 3 až 12 cm. Květy mají krátkou stopku otočenou o 180° (resuspinace), jsou vonné a obsahují nektar. Vnější okvětní lístky jsou vně chlupaté, špičky mají ven ohnuté a mohou být okolo 5 mm dlouhé a 2 mm široké. Vnější střední lístek s vnitřními lístky a téměř vodorovně situovaným pyskem bez ostruhy tvoří zvonkovitou trubku. Sloupek je válcovitý, dopředu směřující, asi 2 mm dlouhý. Jedna tyčinka nese prašník s pylovými brylkami, které jsou žluté, kyjovité a lehce se rozpadají. Krátce stopkatý, žláznatě pýřitý, elipsoidní, 4 mm velký semeník uzavřený v listenu je zkroucený a směřuje šikmo vzhůru. Ve květenství se květy otevírají od spodu synchronně ve skupinách po třech až pěti, opylovány jsou hlavně čmeláky, jsou však schopné i autogamie. Ploidie druhu je 2n = 30.
Plod je zelená, chlupatá, šikmo vzhůru směřující, protáhle vejčitá tobolka asi 5 mm dlouhá a 3 mm široká, která může obsahovat téměř tisíc semen. Ta patří mezi středoevropskými orchidejemi k nejmenším, jsou velká cca 0,35 × 0,1 mm.

## Rozmnožování
Rozmnožovat se může švihlík krutiklas jak vegetativně, tak i generativně. Vegetativní rozmnožování je umožněno růstem bočních pupenů z podzemní části lodyhy. Vyrostou z nich nové (dceřiny) hlízy, které se po získání dostatku živin oddělí od mateřské rostliny a vznikne nový jedinec. Ještě před oddělením jsou hlízy kolonizovány houbou kořenomorkou rodu Rhizoctonia.
Generativní rozmnožování je uskutečňováno semeny, kterých vytváří množství a jsou šířena větrem, přesto jich většina dopadne do těsné blízkost rostliny. Nejlepší klíčivost semen je v blízkosti dospělých rostlin, protože u nich bývají v půdě nejhustěji rozrostlá mycelia. V době klíčení je semeno kolonizováno mykorhizní houbou, z embrya vzniká protokorm, tvoří se mykorhizomy a postupně se objevují základy budoucích rostlinných orgánů; bezlistý zárodek rostlinky je výživou zcela závislý na mykorhizní houbě. Teprve po několika létech se vytvoří hlíza, vyrostou pravé listy a vznikne růžice.

## Ohrožení
Švihlík krutiklas nemá specifických nároků na životní podmínky, dokáže osídlit celou škálu travinných porostů na různých substrátech. Hlavním důvodem mizení tohoto druhu z české krajiny je změna způsobu obhospodařování půdy na jeho lokalitách a mnohdy i likvidace vhodných stanovišť. Strádá hlavně zánikem dřívějších pastvin, na kterých ani časté sečení nenahradí pravidelnou pastvu a hlavně mělké narušování půdy kopýtky ovcí, které usnadňuje vyklíčení semen. Obdobná situace je v dalších evropských zemích (Belgie, Dánsko, Německo, Nizozemsko, Polsko, Slovensko), kde je také silně ohrožen.
V České republice je proto chráněn vyhláškou "Ministerstva životního prostředí ČR
č. 395/1992 Sb. ve znění vyhl. č. 175/2006 Sb". a "Červeným seznamem cévnatých rostlin České republiky: třetí vydání", kde je v obou případech zařazen mezi druhy kriticky ohrožené (§1) a (C1t).

## Galerie

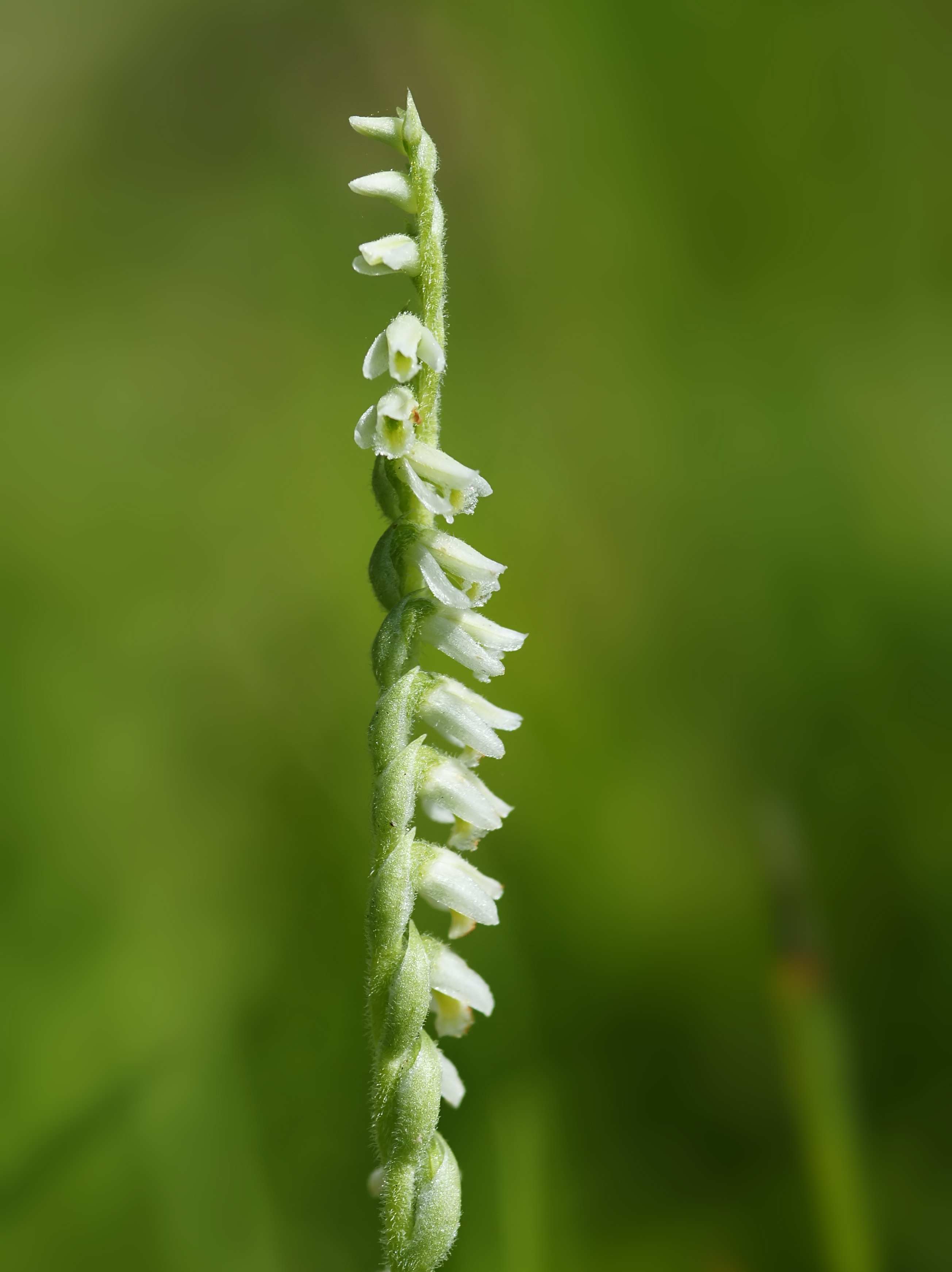
Zkroucené květenství
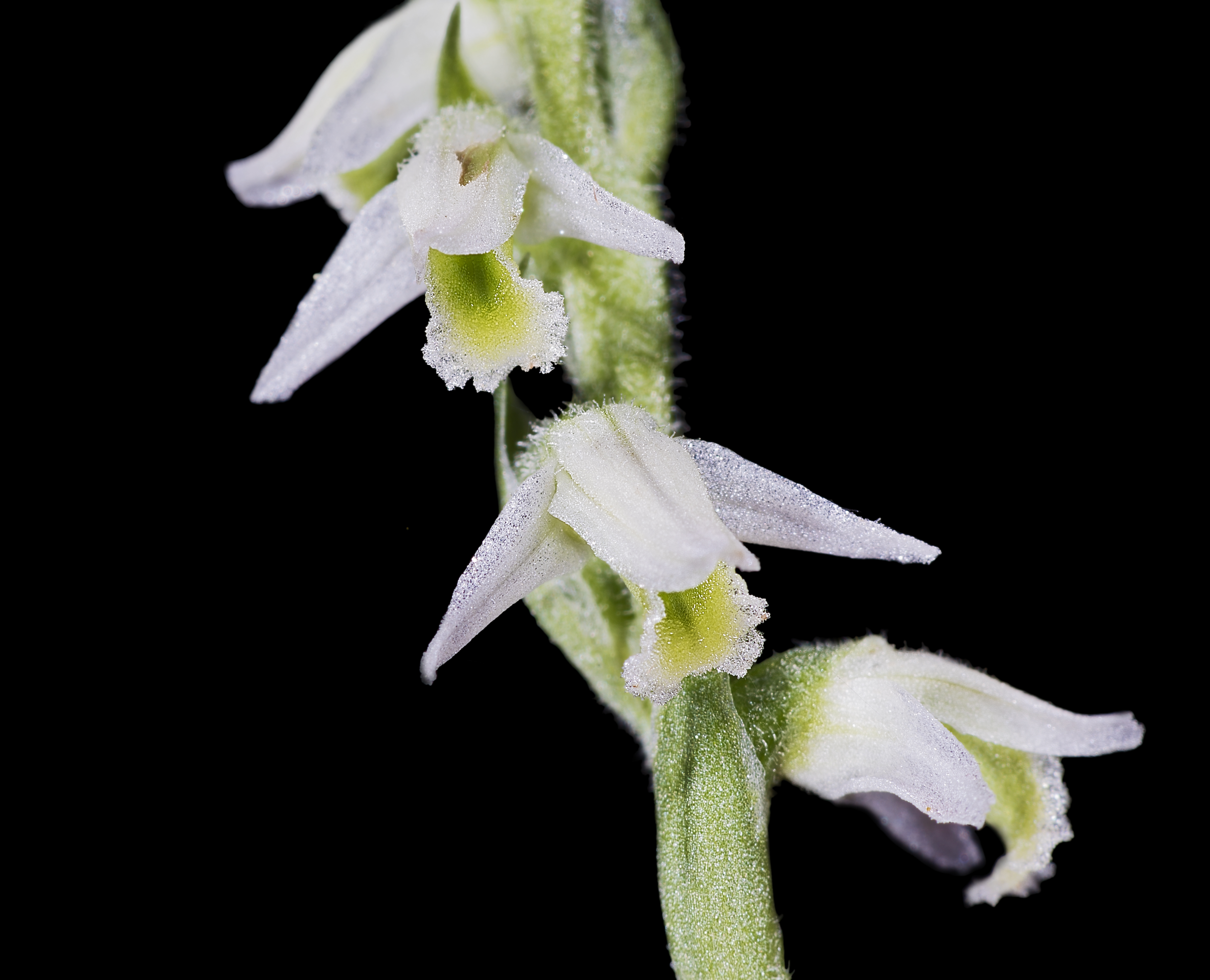
Květy
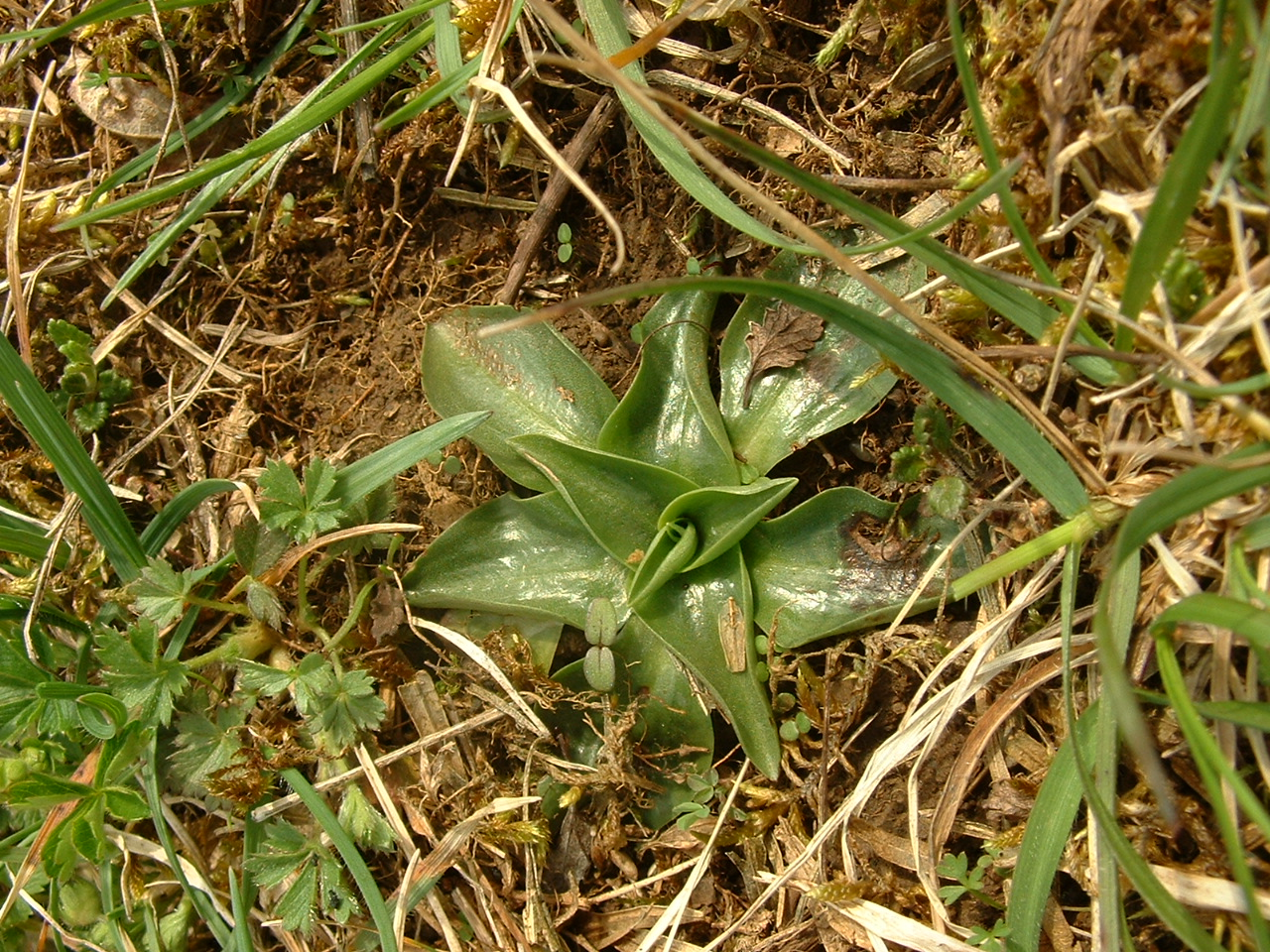
Listová růžice
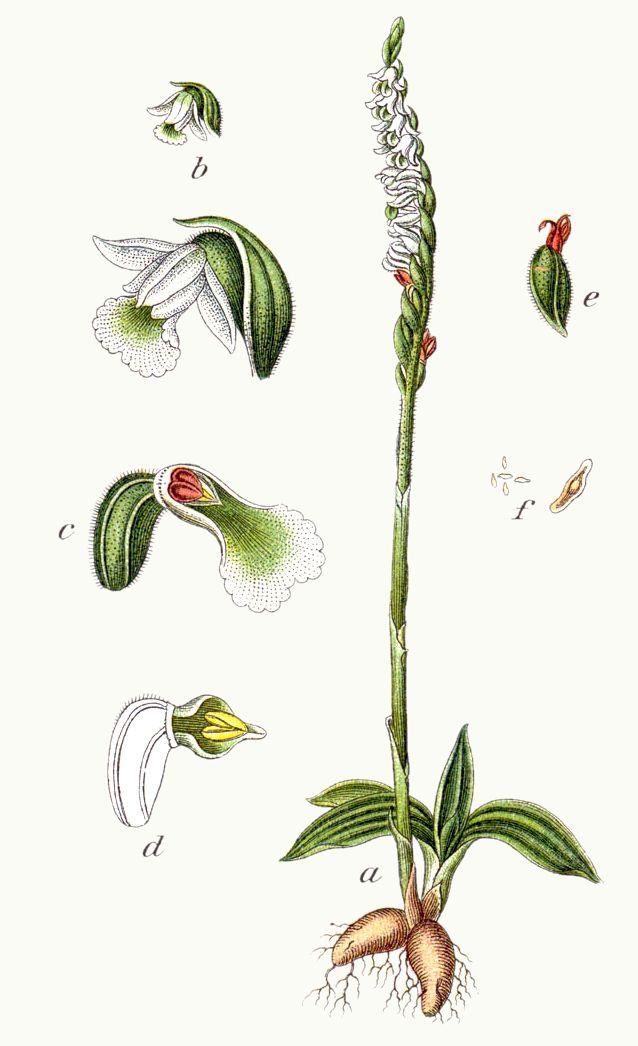
Nákres rostliny